# 颞中回
颞中回（英語：Middle temporal gyrus）是大脑颞叶的一个脑回，位于颞下沟与颞上沟之间。结构上，外侧沟与枕前切迹之间可划出一条虚拟连线，被视为颞中回的后部界限。

## 功能
颞中回参与脑部许多不同功能，譬如思考距离、识别人脸、情感识别、阅读理解等。左侧大脑半球的颞中回在人进行诗歌创作时也较为活跃。

## 临床
一些研究显示，左侧大脑半球的颞中回后部损伤，可造成对于汉字的失读症、失写症。